# Nicolas Panayiotou
Nicolas Panayiotou (griechisch Νικόλας Παναγιώτου; * 17. September 1982) ist ein zypriotischer Badmintonspieler.

## Karriere
Nicolas Panayiotou siegte im Jahr 2000 doppelt bei den Juniorenmeisterschaften in Zypern. 2005, 2006 und 2007 wurde er nationaler Titelträger bei den Erwachsenen.

## Sportliche Erfolge
| Saison | Veranstaltung                              | Disziplin    | Platz | Name                                    |
| ------ | ------------------------------------------ | ------------ | ----- | --------------------------------------- |
| 2000   | Zypern: Einzelmeisterschaften der Junioren | Mixed        | 1     | Nicolas Panagiotou / Maria Ioannou      |
| 2000   | Zypern: Einzelmeisterschaften der Junioren | Herrendoppel | 1     | Nicolas Panagiotou / Demetris Kyprianou |
| 2005   | Zypern: Einzelmeisterschaften              | Herrendoppel | 1     | Demetris Kyprianou / Nicolas Panayiotou |
| 2006   | Zypern: Einzelmeisterschaften              | Herrendoppel | 1     | Demetris Kyprianou / Nicolas Panayiotou |
| 2007   | Zypern: Einzelmeisterschaften              | Herrendoppel | 1     | Demetris Kyprianou / Nicolas Panayiotou |